# Codex sur le vol des oiseaux
Le Codex sur le vol des oiseaux est un document rédigé, en écriture spéculaire, par Léonard de Vinci en 1505, dans lequel il étudie le vol des oiseaux et propose des dessins de machines volantes.
Le manuscrit est rédigé en italien de la Renaissance, mêlé de langue lombarde et de toscan, avec une orthographe personnelle, sans aucune ponctuation ou accentuation. Il est composé de 18 feuillets et mesure 21 centimètres sur 15 centimètres.

## Histoire
Léonard de Vinci a écrit le Codex autour de l'année 1505, quand il est revenu à Florence, après avoir passé une longue période à Milan. Le manuscrit est daté par Léonard lui-même, au verso du feuillet 17, quand il décrit le vol d'un oiseau de proie (cortone), au-dessus de la place de la Barbiga, à Fiesole, le 14 mars de cette même année.
Le manuscrit prend son nom du contenu, l'analyse du vol des oiseaux, mais il est en réalité beaucoup plus. Ce petit livre est, non seulement une collection hétéroclite de notes et d'idées, mais un effort méthodique d'analyse, afin de proposer de nouvelles idées sur les objets volants. Léonard avait l'idée de réaliser un grand traité sur le vol, divisé en quatre volumes, mais malheureusement, il ne l'a jamais terminé. Le Codex peut être considéré comme la somme des pensées de Léonard sur le vol, mais pas seulement. Parmi les textes, les dessins, commentés et exceptionnellement abondants, se cache le projet de la machine volante la plus avancée de Léonard, qui tire son nom de l'oiseau qu'il déclare observer: le grand milan, (il grande nibbio) c'est-à-dire le milan noir, et il note, pour la première fois, que le centre de gravité d'un oiseau en vol ne coïncide pas avec son centre de pression. Léonard décrit ce projet avec une grande richesse de détails. Il indique les dimensions, les matériaux utilisés dans la construction, la position du pilote, la mise en place du centre de gravité, qui est un élément indispensable dans la construction d'un objet volant,.

Le Codex sur le vol des oiseaux (1505)
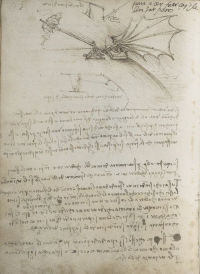
Page du Codex, montrant une représentation d'une machine volante
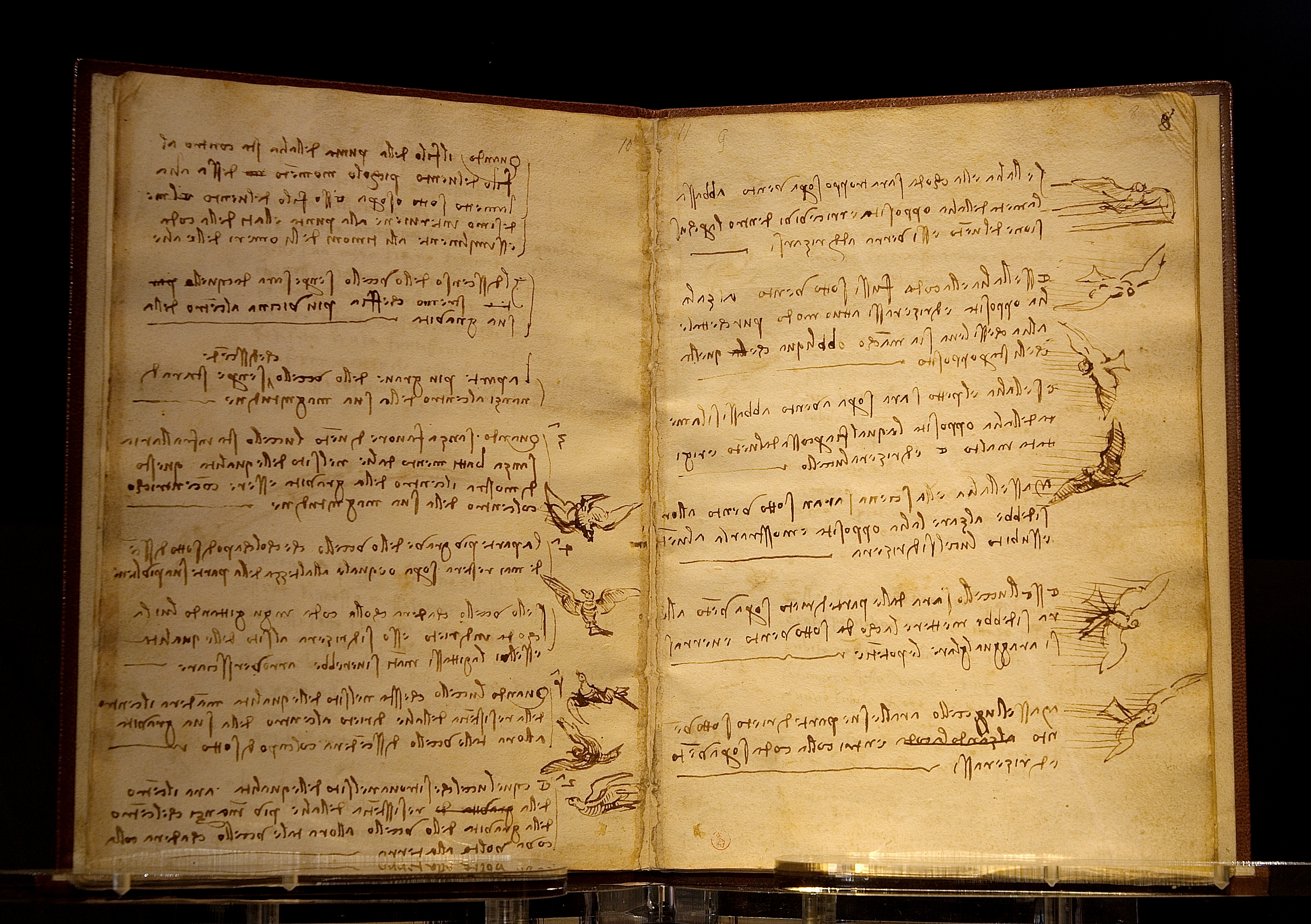
Exposition du fac-similé du Codex
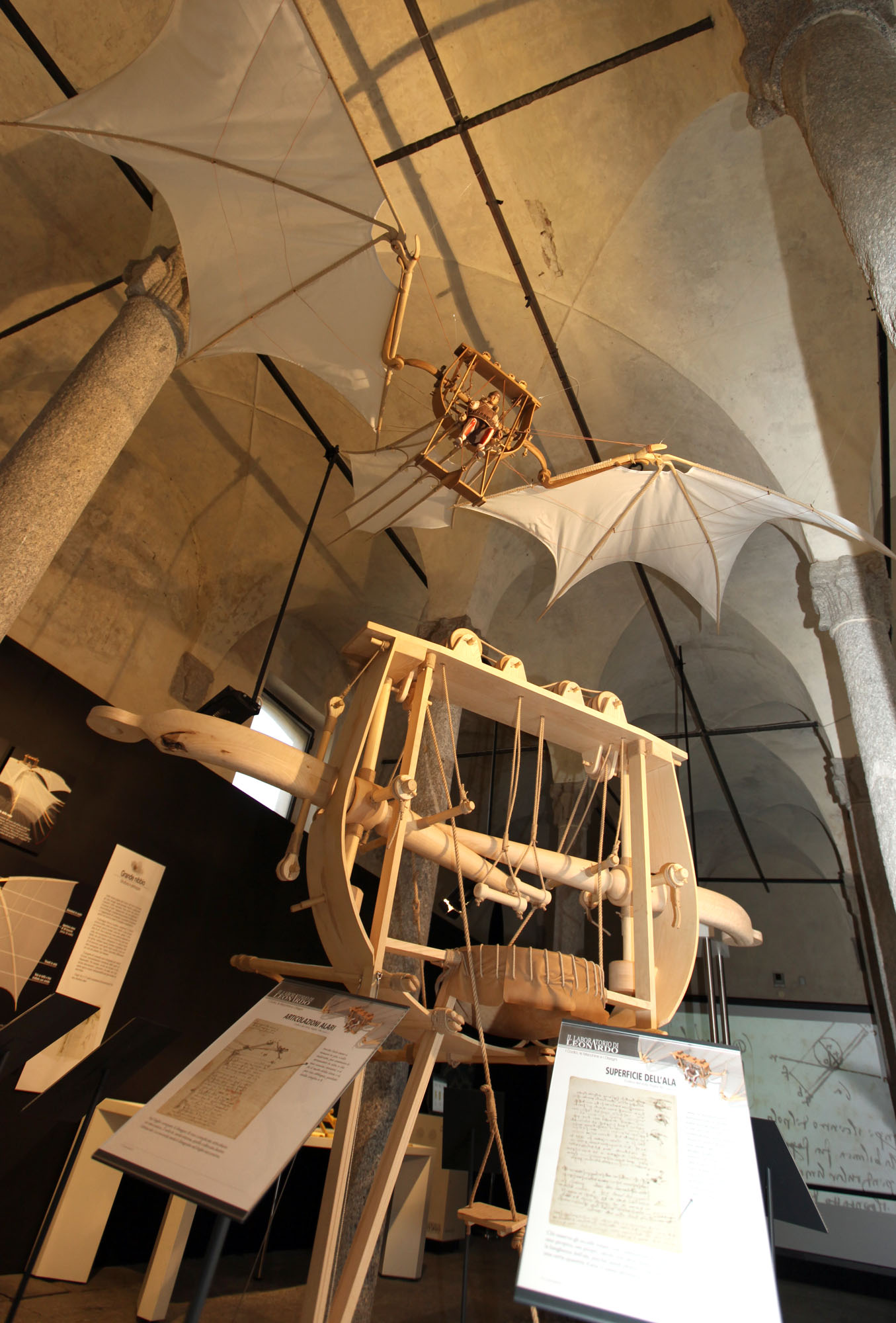
Maquette d'une machine volante de type Ornithoptère
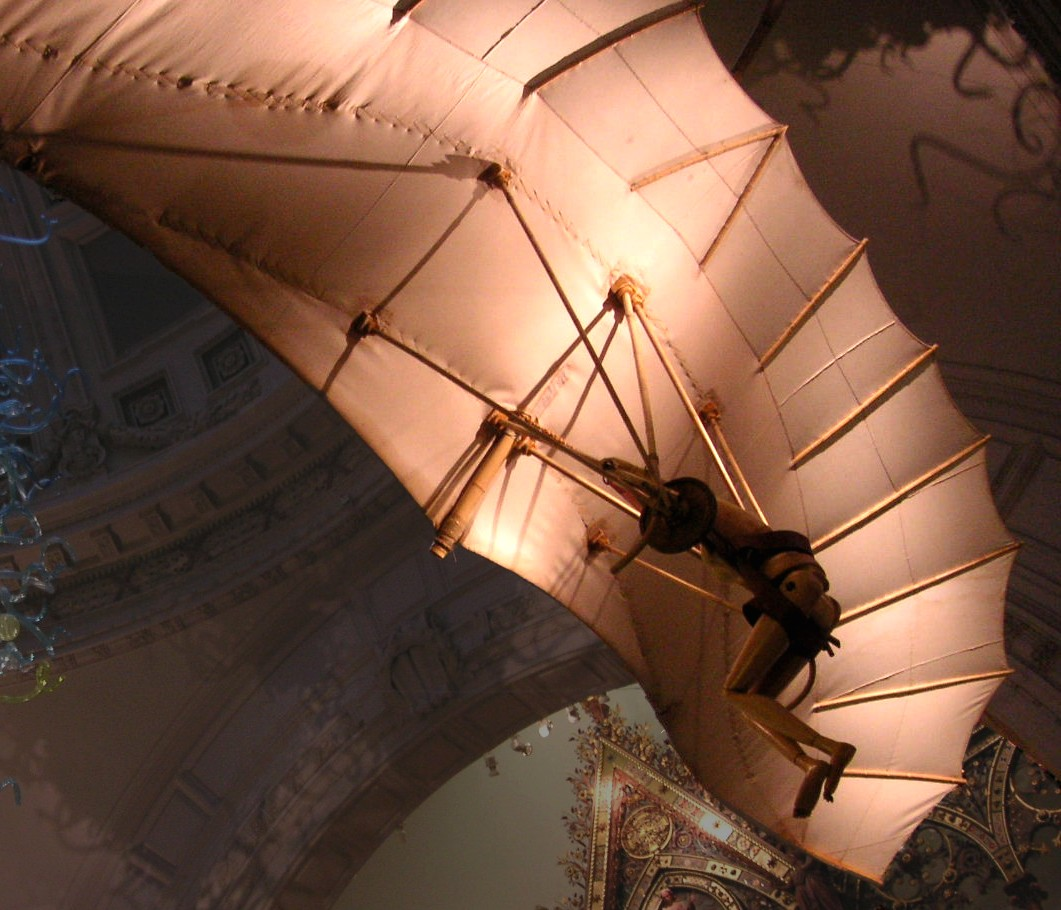
Maquette d'une machine volante
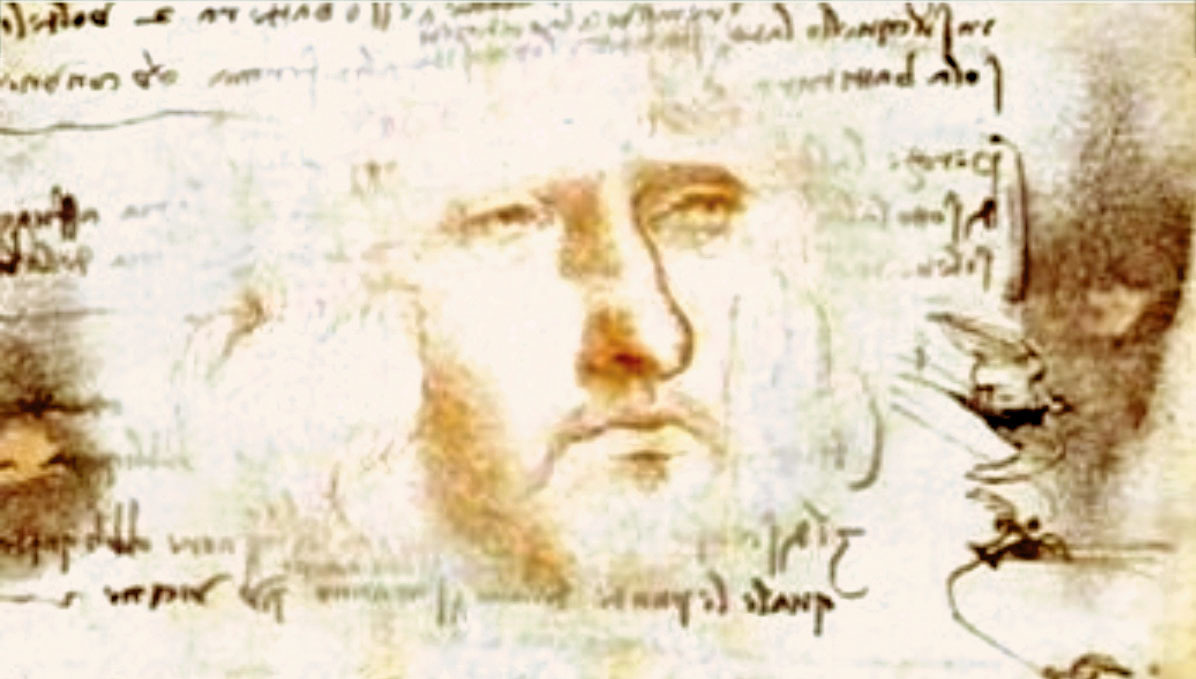
Autoportrait (supposé) de Léonard, (environ 35 ans), découvert en 2009, dans le Codex

Après la mort de Léonard de Vinci, en 1519, Francesco Melzi, son élève favori, rapportera beaucoup de ses manuscrits et dessins en Italie, dans sa villa de Vaprio d'Adda. Ceci sera confirmé par une note, écrite par un agent du duc de Ferrare, datée de 1523, parlant de « ces petits livres de Léonard sur l'anatomie, et beaucoup d'autres choses intéressantes ». Heureusement, la vaste production de Léonard, comprenant plus de cinq mille pages de dessins et de notes, est parvenue jusqu'à nous, mais cette énorme masse d'écrits (sans doute la plus grande collection de l'ensemble de la Renaissance), a subi de nombreuses vicissitudes après la mort de Léonard de Vinci.
À la mort de Melzi en 1570, ses héritiers, dont son fils Orazio Melzi, commenceront à disperser les manuscrits. N'ayant aucune idée de leur importance, ils ont d'abord stocké les dessins et manuscrits de Léonard, donnant des parties de ceux-ci ou en vendant des feuilles, à moindre coût, à des amis ou à des collectionneurs, tel que l'architecte Giovanni Ambrogio Mazenta.
Pompeo Leoni, sculpteur à la cour de Philippe II, roi d'Espagne, entrera en possession des manuscrits après la mort du frère de Mazenta.
À la mort de Leoni, ses héritiers rapporteront une partie des manuscrits en Italie, où ils seront achetés, en 1610, par le comte Galeazzo Arconati (en).
Déjà en 1630, Antonio Mazenta, parlera de la dispersion des manuscrits de Léonard, et accusera Pompeo Leoni d'être l'un des principaux responsables non seulement de la perte d'une partie de la collection mais, pire encore, d'avoir modifié l'ordre de son contenu. En effet, dans un effort pour trier les dessins artistiques, les dessins plus techniques et les notes scientifiques, Leoni a fendu les manuscrits originaux, découpé les pages et ainsi créé deux collections distinctes. Désormais, il y a, d'une part, le « Codex Atlanticus » et, de l'autre, la « Collection Windsor », qui contient quelque six cents dessins concernant la botanique et l'anatomie.
En 1637, le comte Galeazzo Arconati fera don des manuscrits à la Bibliothèque Ambrosienne, où ils resteront jusqu'en 1796, l'année de l'arrivée de Bonaparte à Milan.

## La saisie par Bonaparte
Le 14 mai 1796, à la demande de Bonaparte, le Directoire décidait de nommer six « Commissaires du Gouvernement à la recherche des objets de science et d’art dans les pays conquis par les armées de la République » dont le mathématicien Gaspard Monge, accompagné du chimiste Claude Louis Berthollet, des botanistes André Thouin, Jacques-Julien Houtou de La Billardière, du sculpteur Jean Guillaume Moitte et du peintre d'histoire Jean Simon Berthélemy.
Le 15 mai 1796, lorsque Bonaparte entra en vainqueur à Milan, à la tête de son armée, il imposa à la Lombardie un tribut de guerre et la confiscation d'œuvres scientifiques et artistiques majeures.
Le 19 mai 1796, Pierre Jacques Tinet (1753-1803), peintre et agent du Directoire,, ordonnera le transfert à Paris des chefs-d’œuvre artistiques et des livres de « tous les hommes de génie », et notamment « le carton des ouvrages de Léonard d’Avinci ».
Le 30 mai 1796, les commissaires procédèrent aux réquisitions à la Bibliothèque Ambrosienne, et plusieurs caisses de biens furent rapatriées, ensuite, en France.
Le 19 juin 1796, le Conservatoire recevra du commissaire des arts auprès de l'armée d'Italie l'annonce de l'envoi des manuscrits précieux et des autres biens saisis.
Le 25 novembre 1796, les caisses arrivèrent à la Bibliothèque nationale, dont les douze carnets de Léonard de Vinci. Le Codex Atlanticus restera à la Bibliothèque nationale, tandis que les 12 carnets iront à l'Institut de France,.
En 1815, les alliés, vainqueurs de Napoléon occupèrent Paris, et se réunirent au Congrès de Vienne du 18 septembre 1814 au 9 juin 1815. Ils imposèrent alors à la France une restitution de grande envergure des biens culturels enlevés à la faveur des guerres napoléoniennes, mais ils pensèrent surtout à visiter les grands dépôts. Les petits manuscrits de l'Institut de France, ni repérés, ni réclamés, furent oubliés. Pourtant, en 1815, le baron (freiherr) Franz Xaver von Ottenfels-Gschwind, délégué de la Lombardie (devenue autrichienne) au congrès de Vienne, essaya sans succès de récupérer les douze carnets de Léonard de Vinci à la Bibliothèque nationale, sans en trouver trace (ils se trouvaient toujours à l'Institut de France), mais il put récupérer le Codex Atlanticus, grâce à l'intervention du Vatican. Le gouvernement autrichien demandera de nouveau, en 1851, la restitution des carnets, sans succès.

## Le vol et la vente par Guillaume Libri
Depuis 1841, le Comte Guglielmo Libri (ou Guillaume Libri), profitant de son statut de secrétaire de la Commission du Catalogue général des manuscrits des bibliothèques publiques de France, avait écumé, pendant plusieurs années, les bibliothèques publiques dans toute la France, et soustrait, pour son compte, un nombre important de livres rares, documents, lettres et manuscrits, vendus par la suite, en 1847, au quatrième comte d'Ashburnham (en), en Angleterre, sans en justifier la provenance, après avoir tenté de les vendre au British Museum.
En ce qui concerne les carnets de Léonard de Vinci, il prélèvera entre 1841 et 1844 34 feuillets dans le « Carnet A » (sur 98 feuillets ainsi que 10 feuillets dans le « Carnet B » (sur 100 feuillets. Pour les détacher, Libri se servait d’acide chlorhydrique pour brûler les ficelles des coutures. Il extraira aussi du « Carnet B » un cahier de 18 feuillets. Les feuillets extraits des carnets A et B prirent le nom de leur acquéreur, et devinrent le « Codex Ashburnham 1875/1-2 » quand ils arrivèrent à Ashburnham Place (en), dans le Sussex, le 23 avril 1847.
Entre 1859 et 1864, le cahier de 18 feuillets (connu actuellement sous le nom de « Codex sur le vol des oiseaux », « Codice sul volo degli uccelli ») sera vendu par Libri : cinq pages (1, 2, 10, 17 et 18) seront vendues à Londres, et se retrouveront dans les mains d'un peintre et collectionneur d'art Charles Fairfax Murray. En 1867, les 13 pages restantes seront vendues par Libri au Marquis Giacomo Manzoni, pour 4 000 lires. Après sa mort, le 3 décembre 1889, ses héritiers les céderont en 1892 au léonardiste Théodore Sabachnikoff, qui pourra aussi racheter à Charles Murray une des cinq pages qu'il possédait (la page 18), ne réalisant pas que les quatre autres pages (1, 2, 10 et 17) appartenaient au même cahier.

## La restitution à l'Italie
En 1884, le gouvernement italien pourra racheter, au comte Bertram Ashburnham, quelque 2 000 manuscrits, qui ont retrouvé les rayons de la bibliothèque Laurentienne.
En 1893, Théodore Sabachnikoff sera le premier à publier une édition du « Codex sur le vol des oiseaux », (OCLC 250553688). Il offrira en mai 1893 le manuscrit à la reine d'Italie Marguerite de Savoie, qui elle-même l'offrira à la bibliothèque royale de Turin en décembre 1893, où il est conservé actuellement (ce qui fait qu'il est aussi surnommé le « Codex de Turin »).
En 1903, la page 17 pourra retourner à Turin. Les trois dernières pages (1, 2 et 10) ont été achetées en 1920 à la vente Fairfax Murray par le banquier et collectionneur genevois Henri G. Fatio (1863-1930) qui les a offertes au gouvernement italien en 1926, ce qui a enfin permis de compléter, après quatre siècles de rebondissements extraordinaires, le « Codex sur le vol des oiseaux ».
La bibliothèque de l'Institut de France possède un fac-similé photographique du manuscrit, sous la cote Ms 2186.

## Découvertes de 2009
Le 28 février 2009, le journaliste scientifique italien Piero Angela a annoncé, dans une de ses émissions, la découverte d'un autoportrait probable de Léonard, caché dans le Codex. Sur le folio 10v, contenant les remarques sur le vol des oiseaux, les traces d'un autoportrait seraient visibles, montrant clairement l'image d'un visage juvénile dessiné avec une craie rouge souvent utilisée par Léonard. D'autres dessins apparaissent sur les feuilles 11, 12, 13, 15, 16 et 17. Ce sont des dessins de feuilles, de fleurs et d'une jambe mâle. La représentation du visage juvénile de Léonard, a toujours été connue par les chercheurs. L'attribution de ce portrait et de la prétendue ressemblance avec Léonard serait arbitraire et controversée selon des reconstitutions en 3D, du visage de Léonard réalisées par d'autres chercheurs avant 2009.

## Sources
- (it) Simona Cremante, Leonardo Da Vinci, Giunti, 1698, 639 p. (ISBN 978-88-09-03891-2, lire en ligne).
- (en) Enrica Crispino, Carlo Pedretti et Catherine Frost, Leonardo : Art and Science, Giunti, 2001, 144 p. (ISBN 978-88-09-04600-9, lire en ligne).
- (en) Carlo Pedretti, A Chronology of Leonardo Da Vinci's Architectural Studies after 1500, Genève, E. Droz, 1962, 184 p. (ISBN 978-2-600-02993-3, lire en ligne).
- Giovanni Piumati, Theodore Sabachnikoff et Carlo Ravaisson-Mollien, Codice sul volo degli uccelli e varie altre materie, Paris, E. Rouveyre, 1893, (OCLC 742869011).
- Les manuscrits de Léonard de Vinci (Les 14 manuscrits de l'Institut de France), par Charles Ravaisson-Mollien, Paris, E. Sansot, 1910 sur Gallica.